# Належна практика культивування та збору
Належна практика культивування та збирання вихідної сировини рослинного походження (НПКЗ) лікарських рослин, (англ. Good Agriculture and Collection Practice (GACP)) — одна із належних практик GxP, що формує систему забезпечення якості фармацевтичного виробництва.
Комітет EMEA по лікарським засобам із рослинного сировини розробив по даній практиці директиву EMEA/HMPC/246816/2005, котра набрала чинності 01.08.2006.
В Україні Належна практика культивування та збирання вихідної сировини рослинного походження введена в дію наказом № 118 МОЗ України від 14.02.2013.

## Належна практика культивування та збирання вихідної сировини рослинного походження

### Національна частина
Ця настанова є прийнятим зі змінами (версії en) нормативним документом «Guideline on Good Agricultural and Collection Practice (GACP) for Starting Materials of Herbal Origin» («Настанова з належної практики культивування та збирання (GACP) вихідної сировини рослинного походження») (далі — Настанова з GACP ЄС), на яку є пряме посилання у додатку 7 Настанови СТ-Н МОЗУ 42-4.0:2011 «Лікарські засоби. Належна виробнича практика».
Ця настанова доповнює правила GMP і містить докладні вимоги та рекомендації у специфічній галузі діяльності — культивуванні та збиранні вихідної сировини рослинного походження.
Організація, відповідальна за цю настанову, — Міністерство охорони здоров'я України.
Настанова містить вимоги, що відповідають чинному законодавству.
Цю настанову введено вперше.
До цієї настанови внесені окремі зміни відносно Настанови з GACP ЄС, зумовлені правовими вимогами, прийнятими гармонізованими нормативними документами і конкретними потребами фармацевтичної промисловості України.
Редакційні зміни і додаткову інформацію було долучено безпосередньо у пункти, до яких вони відносяться, позначено іншим шрифтом та літерою N.
До цієї настанови внесено такі редакційнізміни та додаткову інформацію:
- назву цієї настанови наведено відповідно до вимог ДСТУ 1.5-2003 «Національна стандартизація. Правила побудови, викладання, оформлення та вимоги до змісту нормативних документів», а позначення — відповідно до вимог стандарту СТ МОЗУ 42-1.0:2005 «Фармацевтична продукція. Система стандартизації. Основні положення»;
- додатково введені такі структурні елементи настанови, як «Передмова», «Національний вступ», «Сфера застосування», «Нормативні посилання», «Терміни та визначення понять» (замість розділу «Glossary»), «Познаки та скорочення», а також національний додаток «Бібліографія», які оформлені згідно з вимогами державних стандартів України: ДСТУ 1.5-2003 «Національна стандартизація. Правила побудови, викладання, оформлення та вимоги до змісту нормативних документів» та ДСТУ 1.7-2001 «Національна стандартизація. Правила і методи прийняття та застосування міжнародних і регіональних стандартів»; ці структурні елементи не позначені номерами, щоб зберегти у цій настанові нумерацію структурних елементів і правил Настанови з GACP ЄС;
- два терміни та визначення понять з розділу «Glossary» приведено за абеткою у розділі «Терміни та визначення понять»;
- замість скорочення API (Active Pharmaceutical Ingredient) наведено скорочення АФІ (активний фармацевтичний інгредієнт);
- поряд з Європейською Фармакопеєю надані посилання на гармонізовану з нею Державну Фармакопею України;
- в розділі 1 «Вступ» у виносках 1 та 2 додатково зазначено переклади термінів «herbal substance» і «herbal preparation» українською мовою, а також назви відповідних їм термінів «лікарська рослинна сировина» і «лікарський рослинний засіб», наведені уДержавній Фармакопеї України;
- в п. 9.3.2 стосовно максимально припустимого рівня залишкових кількостей пестицидів і гербіцидів надано посилання як на вимоги Європейської фармакопеї, так додатково й на вимоги Державної Фармакопеї України.

До п. 9.3.2 зроблено примітку, де наведено переклад тексту Настанови з GACP ЄС українською мовою з посиланням на Європейські директиви та Codex Alimentarius, і у виносці зазначено, що бібліографічний опис деяких Європейських директив наведений у національному додатку «Бібліографія», а також надано пояснення щодо Codex Alimentarius;
- в п. 14.3 окрім положення, що фумігацію має здійснювати виключно персонал, що має відповідну ліцензію, додатково зазначено: «… або дозвіл на проведення такої діяльності». Це обумовлено тим, що Закон України «Про ліцензування певних видів господарської діяльності»[4] передбачає видачу ліцензії на проведення фумігації (знезараження) тільки тих об'єктів регулювання, визначених Законом України «Про карантин рослин», які переміщуються через державний кордон України та карантинні зони.

В цій настанові під регіональними та/або національними нормативними
документами, вимогами або стандартами, в першу чергу, слід розуміти
нормативні документи, вимоги або стандарти ЄС та/або України відповідно. Під терміном «фармакопея» у тексті цієї настанови слід розуміти Державну Фармакопею України або Європейську Фармакопею, або фармакопею держави ЄС, або Фармакопею Сполучених Штатів Америки, бібліографічний опис якої наведений у національному додатку «Бібліографія».
Ця настанова придатна для організації виробництва вихідної сировини
рослинного походження (лікарських рослин / рослинної сировини) та оптової торгівлі нею згідно з правилами GACP, а також для використання з метою аудиту, інспектування та сертифікації.
Ця настанова буде регулярно переглядатися відповідно до змін і доповнень, що вносяться в Настанову з GACP ЄС.

### Загальна частина
Принципи GACP призначені як для сільськогосподарського виробництва лікарських рослин, так і для їх збору в природі. Дану директиву слід сприймати в прив'язці до правил GMP для АФІ, крім того, необхідно брати до уваги регіональні або національні правила по охороні природи, сільському господарству (нижче по тексту — місцеві правила).
Особливо важливо у зв'язку з безпекою для споживачів, щоб лікарські рослини були:
- вироблені в гігієнічних умовах з мінімальною мікробіологічною контамінацією
- заготовлені і зберігалися так, щоб не було понижена їх якість

Директива поширюється як для первинних виробників, так для продавців та переробників Всі перераховані ланки повинні дотримувати правила GACP, в першу чергу — документальне віддзеркалювання всіх виконуваних дій, зберігання протоколів серій та надання їх іншим зацікавленим сторонам.

### Забезпечення якості
Між виробником і покупцем повинні бути укладені письмові контракти на постачання, складені з урахуванням національних правил, які повинні містити детальну інформацію (специфікацію) про якість, наприклад:
- вміст активних речовини (основи, principle)
- макроскопічні і ароматичні властивості
- граничні значення по:
  - мікробній контамінації
  - органічним залишкам
  - важким металам

### Персонал і кваліфікація
Для співробітників агрофірм по вирощуванню та збору лікарських рослин діють наступні вимоги:
- високий рівень особистої гігієни та навчання з питань санітарно-гігієнічної відповідальності;
- освоєння принципів роботи в харчовій промисловості;
- контроль за станом здоров'я співробітників (медичні книжки).

Працівники повинні мати в своєму розпорядженні достатні знання про рослини, що включають:
- ідентифікацію;
- характеристики;
- країну або регіон зростання;
- здатність розпізнати споріднені або подібні рослини;
- час, відповідний для збору рослин;
- методику збору;
- правила первинної обробки.

У випадку якщо працівники не мають в своєму розпорядженні необхідних знань, вони повинні працювати під наглядом особи яке володіє необхідною кваліфікацією і гарантує контроль і складання документації.
Рекомендується проводити навчання всього персоналу, у тому числі і з питань адекватного застосування гербіцидів і пестицидів (стандартні робочі процедури) працівники повинні бути проінструктовані по питанням охорони навколишнього середовища і рослин, особливо це стосується видів, що внесені до Червоної книги.

### Будівлі і виробнича зона
Рекомендується зберігати упаковану лікарську рослинну сировину:
- у будівлях з бетонною підлогою, або іншою що піддається легкому очищуванню;
- на піддонах;
- на достатній відстані від стін;
- ємності (тара) повинні зберігатися так, щоб запобігти перехресній контамінації;
- органічні продукти слід зберігати в окремих приміщеннях.

Будівлі і виробнича зона мають бути чистими, добре провітрюваними. Їх не можна використовувати під розведення сільськогосподарських тварин. Об'єкти повинні надавати відповідний (адекватний) захист від птахів, комах, гризунів і домашніх тварин.

### Устаткування
- Прилади і устаткування мають бути в чистими, проходити регулярний планово-запобіжний ремонт для забезпечення належних умов роботи
- Машини для добрива і обприскування необхідно регулярно калібрувати
- Частини машин, що контактують з ЛРС, слід завжди чистити після використання
- Устаткування має бути виготовлене з належних матеріалів, які не можуть привести до контамінації продуктів

### Документація
Всі процеси і методи, які можуть вплинути на якість продукту, слід документувати, так само, як надзвичайні обставини (екстремальні погодні умови, шкідники) впродовж вегетаційного періоду і особливо під час збору.
Дані, щодо культивування і переробки ЛРС слід вносити в протоколи:
- культиватор;
- країна або регіон зростання;
- попередні культури;
- засоби по захисту рослин;
- тип, об'єм і дата збору;
- використання хімікатів (пестициди, гербіциди, стимулятори зростання);
- використання фумігантів;
- географічне положення, місце і час збору слід описати з максимально можливою точністю;
- Лікарська рослинна сировина ЛРС слід якомога раніше промаркувати;
- збірні (дикоростучі) і культивовані ЛРС мають бути позначені різними номерами серій;
- серії з різних місць вирощування можна змішувати лише в тому випадку, якщо можна гарантувати однорідність суміші (даний процес необхідно задокументувати).

Будь-які угоди (настанова по виробництву, договори) між виробниками або збирачами і заготівниками мають бути складені у письмовій формі, причому, необхідно підтвердити документально, що всі дії виконувалися відповідно до таких угод.
Результати аудиту якості необхідно задокументувати в звітах і зберігати не менше 10 років.

### Насіння і розсада
Насіння має бути отриманим від рослин, в яких чітко ідентифіковані наступні ознаки:
- рід, вид, сорт;
- культурна різновидність, хемотип;
- походження.

Наявність різних видів, різновидів або різних частин рослин слід контролювати в ході всього процесу виробництва, причому необхідно запобігати подібному стану, який приводить до знецінення сировини.
Використання генетично модифікованих рослин або насіння повинне відповідати положенням національним законодавчих актів.

### Культивування
Залежно від використаного методу культивування — стандартного або органічного — можуть бути прийнятними різні процедури (Standing Operating Procedures).
Завжди необхідно уникати будь-якої дії на довкілля. Слід враховувати принципи ефективності сільського господарства (good crop husbandry) у тому числі і відповідну зміну насіння.
1. Лікарські рослини не слід культивувати на ґрунті, контамінованому, важкими металами, відходами, продуктами захисту рослин і іншими хімікатами (агрохімічний аналіз ґрунту);
2. Хімікати для поліпшення зростання і захисту слід застосовувати в мінімальному об'ємі;
3. Гній слідує перед вживанням ретельно компостувати; він не повинен містити людські екскременти;

Всі добрива потрібно використовувати залежно від потреб виду та в мінімальній кількостях, щоб запобігти вилуговуванню мінералів.
- Необхідно контролювати з врахуванням потреби рослин;
- Вода повинна відповідати стандартам якості національних вимог;
- Ґрунт для культивування необхідно обробляти. По можливості слід уникати вживання пестицидів і гербіцидів. Якщо ж їх вживання необхідне, то лише відповідно до рекомендацій виробника, силами кваліфікованого персоналу і за допомогою затвердженого устаткування;
- Необхідно дотримувати рекомендований часовий інтервал між вживанням захисних засобів і збиранням врожаю, а також максимально допустимої межі по залишках відповідно до нормативних документів, що діють (Ph. Eur., Codex Alimentarius).

### Збір
- Необхідно призначити працівників, які будуть займатися ідентифікацією і контролем зібраних лікарських рослин;
- Збір повинен проходить відповідно до положень нормативних документів по захисту видів (дозвіл на збір дикоростучих ЛР);
- Методи збору не повинні завдавати шкоди середовищу місця зростання і повинні залишати оптимальні умови для регенерації збираних рослин;

### Збирання врожаю
Слід збирати лікарські рослини з врахуванням планованого призначення. Пошкоджені рослини або їх частини слід усунути і обмежити з урахуванням допустимої межі по специфікації.
Збирання врожаю повинне проводитися за найкращих умов, коли немає:
- вологого ґрунту;
- роси;
- дощу;
- високій вологості повітря;

Збиральні машини мають бути відрегульовані так, щоб контамінація від ґрунту була зведена до мінімуму.
- Контейнери, використовувані при збиранні врожаю, мають бути очищені від попереднього збору;
- Слід приділяти увагу переповнюванню і складанню мішків. Необхідно запобігти можливості механічного пошкодження і трамбування ЛР, оскільки це може викликати небажані зміни якості;
- Свіжо зібрані лікарські рослини ЛР необхідно як найскоріше доставити на обробку щоб уникнути теплового розкладання;
- Урожай необхідно берегти від шкідників, гризунів, господарських і домашніх тварин. Заходи проти шкідників необхідно записувати в документах.

### Первинна обробка
Обробка рослин повинна слідувати якнайскоріше після збору та проводитися відповідно до стандартної процедури і може включати:
- миття
- порізку перед сушкою
- фумігацію
- заморожування
- дистиляцію
- сушку

Первинна обробка здійснюється за стандартною процедурою та вноситься в протокол серії.
- Після надходження в цех по переробці ЛРС слід негайно розпакувати і обов'язково перед обробкою захистити від прямого сонячного світла (якщо процес обробки цього не вимагає), дощу, комах і так далі;
- У разі сушки на відкритому повітрі ЛРС необхідно розподілити тонким шаром. Для забезпечення циркуляції повітря полиці сушарки слід розташувати на достатній відстані від землі. Сушка на землі або під прямим сонячним світлом допускається лише в тих випадках, коли вона вимагається за процедурою. Для досягнення рівномірного висушування і запобігання утворенню цвілі необхідно проводити випробування ЛРС;
- При сушці на відкритому повітрі слід ретельно підбирати (і записувати в протокол) умови сушки, такі, як температура, час, сушки, циркуляція повітря і так далі залежно від типу і частини ЛРС (корінь, трава, квітка), а також з урахуванням діючих речовини (наприклад, ефірні олії).

### Упаковка
- Для захисту продукту і зменшення ризику пошкодження шкідниками рекомендується своєчасна упаковка. Упаковка продукту повинна проводитися при поточному контролі в чисті, краще всього, нові пакети, мішки або ящики;
- Маркування має бути чітким, стійким і нетоксичним. Інформація повинна відповідати місцевим правилам маркування (згідно з СРП) та містити інформацію: наукову назву, рослинну сировину, місце походження (культивування або зборів), дати культивування або зборів, імен садівника/колекціонера та кількість. Маркування повинно відображати проходження вхідного контролю;
- Поворотну тару сліду перед повторним використанням добре вичистити і висушити, щоб уникнути контамінації;
- Пакувальні матеріали необхідно зберігати в чистому і сухому місці, захищені від шкідників і тварин.

### Зберігання і дистрибуція
- Упаковану висушену ЛРС, слід зберігати в сухому, добре провітрюваному приміщені, в якому відсутня велика різниця в to протягом дня та передбачена вентиляція;
- Свіжу Лікарську рослинну сировину ЛРС необхідно зберігати при to 1-5°С
- У разі перевезень не розфасованої готової продукції (bulk) важливо витримувати сухе середовище. Для зниження ризику утворення цвілі або бродіння рекомендується використовувати провітрювані контейнери;